# Sasunaga interrupta
Sasunaga interrupta là một loài bướm đêm trong họ Noctuidae.